# Marcelo Michel Leaño
Marcelo Michel Leaño (Guadalajara, Jalisco, México, 14 de febrero de 1987) es un entrenador y director técnico mexicano.

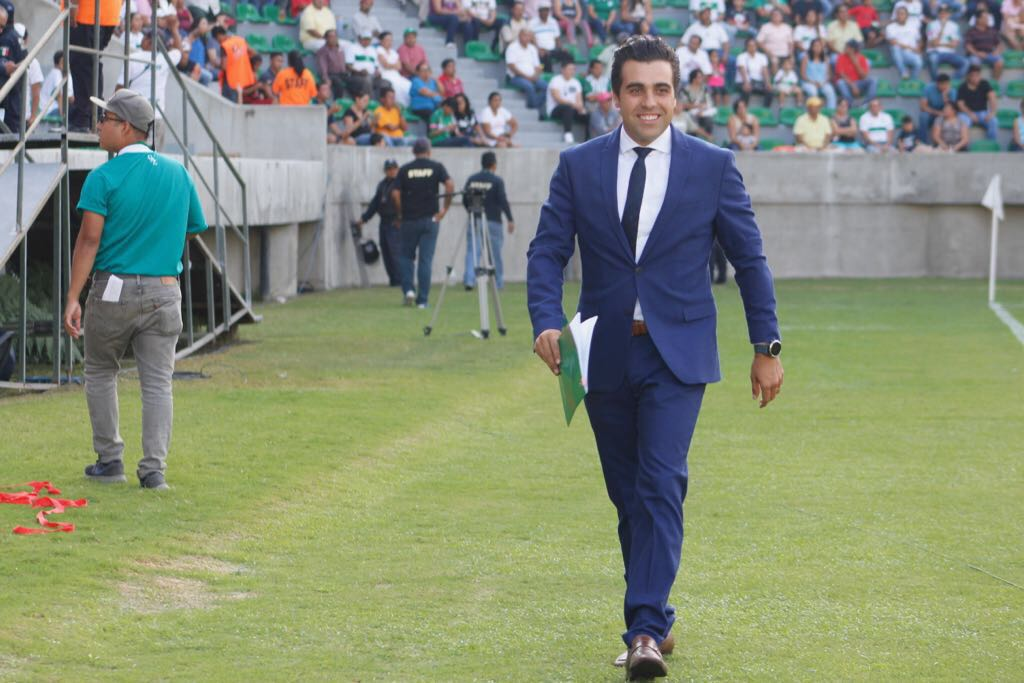
Michel Leaño durante un partido.

## Experiencia profesional

### Temporada 2009-2011

#### Director de Negocios Deportivos-Club de Fútbol Estudiantes Tecos (2009-2011)
Comenzó a trabajar en el Tecos Fútbol Club de Primera División en la parte directiva. Era encargado tanto de la relación de los jugadores con la directiva y de la logística en los días de partido en el Estadio 3 de Marzo, temas deportivas y comerciales de diversas índoles.
Pasó 3 años en Estudiantes Tecos en diversas áreas, todas ligadas al área deportiva, comercial, negocios deportivos, scouting internacional, seguimiento y fichajes de jugadores y directores técnicos, etapa que le permitió trabajar con 14 Directores Técnicos entre los cuales se destacan: César Luis Menotti, Miguel Piojo Herrera, Jaime Ordiales, Daniel Guzmán, Eduardo Acevedo, entre otros.

### Temporada 2012-2013

#### Director deportivo Chivas
Michel fue parte de la coordinación deportiva-administrativa, sirviendo de vínculo entre dichas áreas, entre el cuerpo técnico y el área administrativa, tratando de aterrizar las directrices dadas por el proyecto entonces comandado por Johan Cruyff en Club Deportivo Guadalajara, posteriormente asumió las funciones como Director Deportivo del Club, buscando siempre poder colaborar en el resurgimiento de la institución y en la revolución del fútbol mexicano. 
Tuvo la oportunidad de trabajar con Johan Cruyff, John Van´t Schip y Benjamín Galindo.

### Temporada 2013-2014

#### Asesor Deportivo CF Mérida
Se estableció un vínculo para fungir como asesor deportivo del CF Mérida, para la construcción y estructura organizacional administrativa y deportiva del club.

### Temporada 2014-2015

#### Asesor Deportivo Leones Negros
Asesor deportivo para los Leones Negros de la UDG, mediante la colaboración del proyecto de Inteligencia Deportiva, otorgando información, estadística y seguimiento para la toma de decisiones por parte del personal clave de la directiva de esa institución.

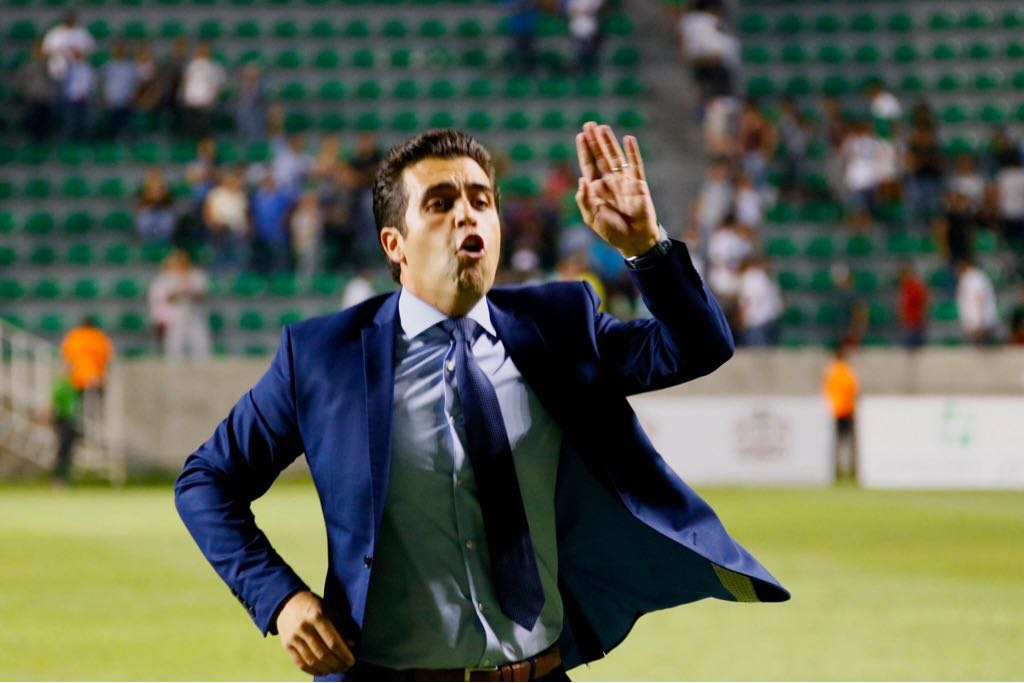
Michel Leaño como Director Técnico.

### Temporada 2015-2016

#### Director Técnico Venados FC
Director técnico del equipo Venados Fútbol Club de la Liga de Ascenso MX, durante los Torneo Clausura 2016, Copa MX Clausura 2016, Apertura 2016 y Copa MX Apertura 2016 J4 y J1 respectivamente. Con un total de 26 partidos dirigidos, 10 ganados, 5 empatados, 11 perdidos.

### Temporada 2016

#### Director Técnico Coras Tepic FC
Director técnico del equipo Coras de Tepic de la Liga de Ascenso MX.

### Temporada 2017-2018

#### Director Técnico Club Atlético Zacatepec
Director técnico del Club Atlético Zacatepec de la Liga de Ascenso MX. Donde en dos temporadas se logró ser tercer lugar general, calificar a ambas liguillas y en Copa MX se lograron triunfos importantes contra Tigres, Pachuca, Club Necaxa y León, llegando a una semifinal donde se perdió en penaltis contra Toluca.

#### Director Técnico de Chivas de Guadalajara
En 2021 fue nombrado director técnico de Deportivo Guadalajara en sustitución de Víctor Manuel Vucetich. Dirigió un total de 23 encuentros, de los cuales solamente ganó 6 partidos. Con un negativo 39.13% de efectividad, en su paso por Guadalajara, Leaño ostenta el tercer peor registro del club con un mínimo de 23 juegos dirigidos, por debajo de entrenadores como Ignacio Ávila y Nemesio Tamayo con un 33.33% y 37.5%, respectivamente.
Tras una derrota por goleada ante Monterrey fue cesado del cargo el 14 de abril de 2022. Desde entonces se ha mantenido alejado de la dirección técnica de otros clubes y se ha limitado a actividades administrativas. 

## Clubes entrenados
- Actualizado el 13 de abril de 2022.

| Club                               | País   | Año         | PJ  | PG | PE | PP | Efectividad |
| ---------------------------------- | ------ | ----------- | --- | -- | -- | -- | ----------- |
| Venados Fútbol Club                | México | 2016        | 26  | 9  | 6  | 11 | 42.31%      |
| Club Atlético Zacatepec            | México | 2017 - 2018 | 46  | 18 | 15 | 13 | 50%         |
| Club Necaxa                        | México | 2018        | 19  | 7  | 3  | 9  | 42.1%       |
| Club Deportivo Guadalajara         | México | 2020        | 1   | 1  | 0  | 0  | 100%        |
| Club Deportivo Guadalajara         | México | 2021 - 2022 | 22  | 5  | 9  | 8  | 36.37%      |
| Total                              | Total  | Total       | 114 | 40 | 33 | 41 | 44.74%      |
| Fuente: Transfermarkt y Ceroacero. |        |             |     |    |    |    |             |

## Vida privada
Leaño pertenece a una de las familias más influyentes del estado de Jalisco, fundadores de la Universidad Autónoma de Guadalajara y propietarios del equipo Tecos Fútbol Club, donde laboró por nueve años.

En algunas ocasiones ha reconocido que, sus grandes mentores son César Luis Menotti, de quien presume ha sido su maestro y tener una relación de amistad con el argentino. Cuando Menotti dirigió a Tecos. En el Guadalajara, aprendió de Johan Cruyff.